# Lorica squamata
Een lorica squamata is een door de Romeinse soldaten ten tijde van de Romeinse Republiek gedragen beschermend schubbenpantser (het Latijnse squama betekent schub). Het bestond uit kleine overlappende metalen plaatjes die op een opgevuld linnen of mogelijk leren hemd waren genaaid.

## Oorsprong
Het schubbenpantser was de opvolger van het kuras of borstharnas (lorica musculata), dat wel als ceremonieel kledingstuk in gebruik bleef. De Romeinen zijn overigens niet de uitvinder van dit pantser. Reeds in de bijbel wordt over een dergelijk pantser gesproken en in het oude Egypte was dit type pantser ook in gebruik. Het schubbenpantser werd in de keizertijd grotendeels vervangen door de maliënkolder (lorica hamata), die in de 1e eeuw weer werd opgevolgd door een borstharnas bestaande uit stalen stroken (lorica segmentata). Overigens bleef het schubbenpantser gewoon in gebruik, naast de andere varianten.

## Het schubbenpantser

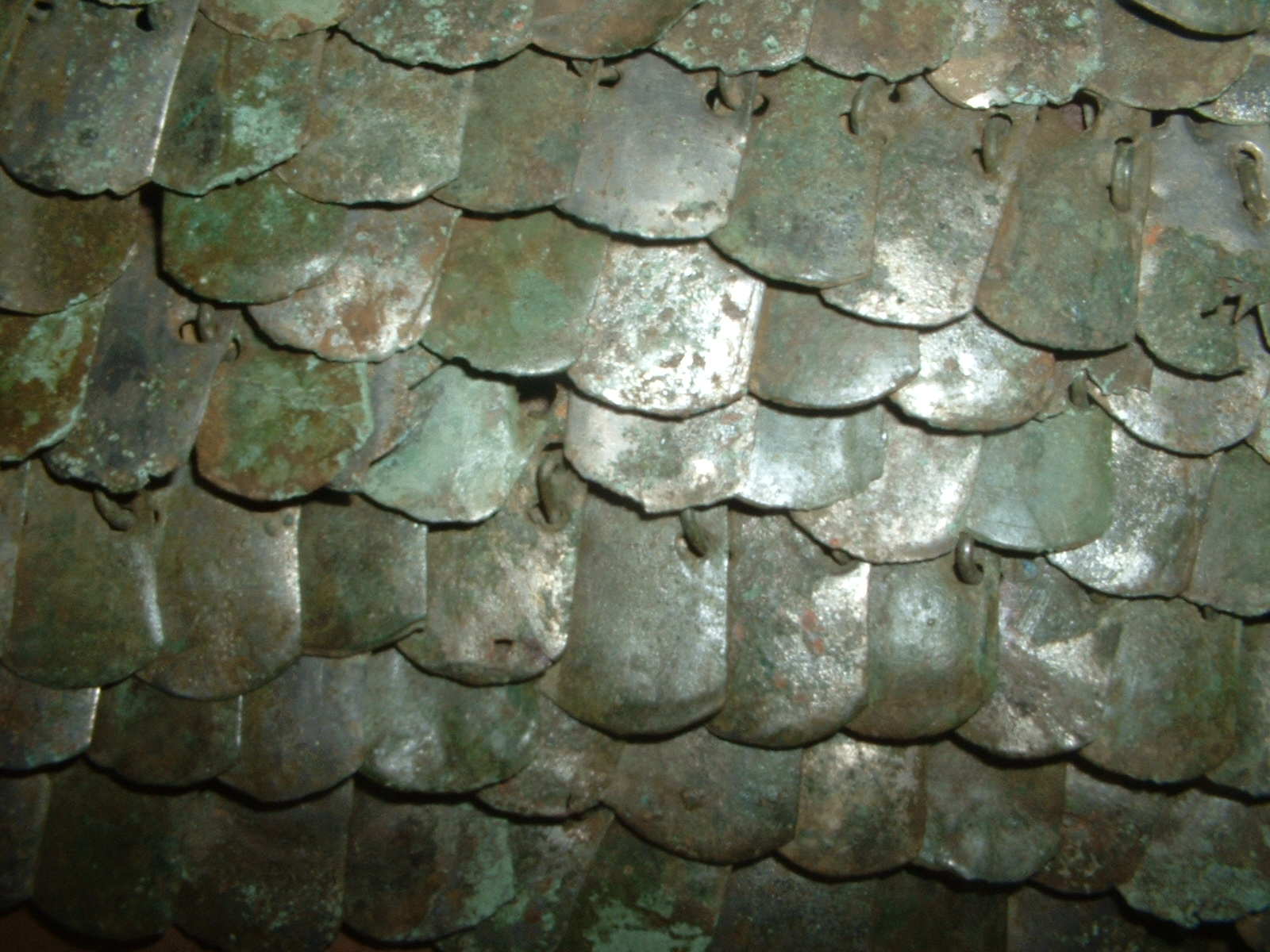
Lorica squamata; het schubbenpantser.

Het schubbenpantser werd voornamelijk gedragen door de veldtekendrager (signifer), centurio, cavalerie en hulptroepen (auxilia), maar soms ook door de legionair. Net als de Romeinse maliënkolder (lorica hamata) viel dit pantserhemd tot over de heupen, met schouderkappen en korte mouwen. Latere varianten waren langer en hadden vaak halflange mouwen. Het pantser werd van onder naar boven aangetrokken, dus niet over het hoofd als een trui. Mogelijk kon het pantser aan de zij- of achterkant opengemaakt worden, zodat het makkelijker kon worden aan- en uitgetrokken. Omdat er nooit een compleet pantserhemd is gevonden, blijft dit speculatie. Er zijn wel gedeeltelijke hemden en vooral veel losse schubben gevonden.
De schubben (squamae) waren gemaakt van ijzer, brons, messing of een combinatie daarvan. Ze waren 0,5 tot 0,8 mm dik en meestal ongeveer 25 mm lang, maar er zijn ook schubben van minder dan 10 tot meer dan 80 mm lang gevonden. Bij de meest gangbare maat van 25 mm waren duizenden plaatjes nodig voor een enkel pantserhemd. Elk plaatje had een aantal gaten, waarmee ze aan het leren hemd en aan elkaar werden vastgenaaid. Een compleet pantserhemd woog ongeveer 13 kg. Ondanks de geringe dikte gaven de schubben door de overlap toch een goede bescherming. De plaatjes waren meestal glad, soms met een ribbel in de lengte. De vorm van de schub stond niet vast: er zijn platte en gebolde, hoekige en afgeronde schubben gevonden. Ze hadden meestal een afgeronde onderkant, maar gepunte en rechte onderkanten kwamen ook voor, de rechte hadden meestal afgeknipte of afgeronde hoeken. Een variant met kleine veer- of bladvormige schubben werd lorica plumata genoemd (Lat. plumae: veren). Elk individueel pantserhemd had wel min of meer dezelfde schubben.
Schubbenpantsers waren gevoelig voor steken van onder naar boven waardoor het steekwapen onder de schubben gleed. De Romeinen losten dit op door de schubben met metalen nieten aan elkaar te verbinden, in het Engels locking scale ("gesloten schub") genoemd. Dit type werd vanaf de 2e eeuw gebruikt.
Een schubbenpantser waarbij de schubben alleen aan elkaar maar niet aan een onderhemd vastzitten wordt een lamellenpantser genoemd: dit type pantser was al in de Chinese oudheid in gebruik en werd veel later overgenomen door de Japanse samoerai.